# Эммери, Фредерик
Фредерик Эммери Сёгор (дат. Frederik Emmery Søgaard; 25 декабря 2006, Йортсхой) — датский футболист, полузащитник клуба «Орхус».

## Клубная карьера
Свою футбольную карьеру он начал в местном клубе HEI Fodbold, а затем присоединился к академии «Орхуса», где прошёл через все юношеские уровни. 16 мая 2024 года Эммери впервые был включён в заявку основной команды на матч датской Суперлиги против «Силькеборга» и дебютировал в этой игре, выйдя на замену на 74-й минуте. В возрасте 17 лет и 143 дней он стал десятым самым молодым дебютантом в истории клуба.